# Рјоне Сант'Антонио (Кјети)
Рјоне Сант'Антонио (итал. Rione Sant'Antonio) је насеље у Италији у округу Кјети, региону Абруцо.
Према процени из 2011. у насељу је живело 68 становника. Насеље се налази на надморској висини од 881 м.